# هنریویل (تنسی)
هنریویل (به انگلیسی: Henryville) یک منطقهٔ مسکونی در ایالات متحده آمریکا است که در شهرستان لارنس، تنسی واقع شده‌است. هنریویل ۲۷۰٫۰۶ متر بالاتر از سطح دریا واقع شده‌است.